# Lucas Franchoys de Jongere

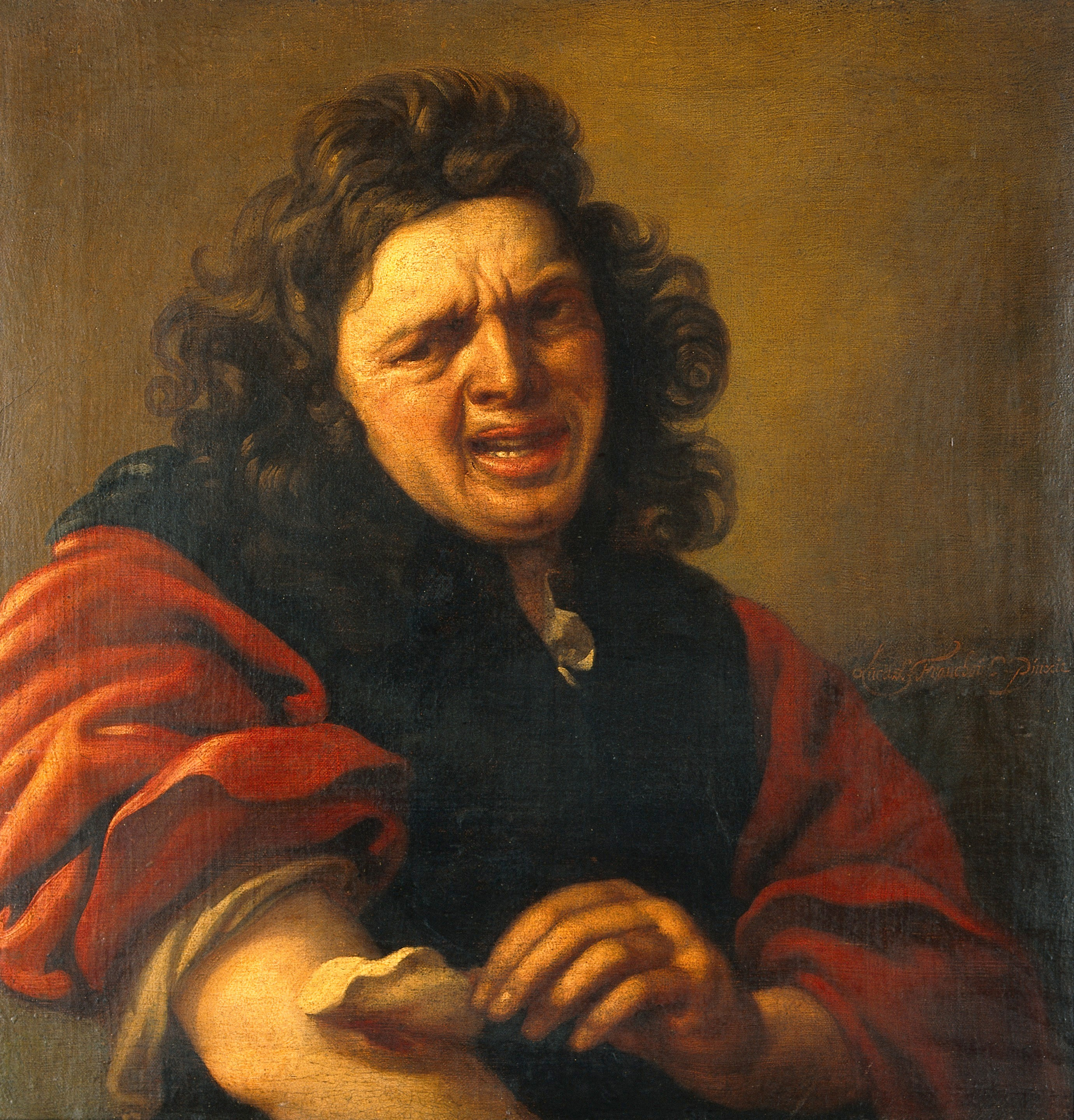
Lucas Franchoys (II)

Lucas Franchoys de Jongere (Mechelen, gedoopt 28 juni 1616 - aldaar, 3 april 1681) was een Zuid-Nederlands schilder.
Hij leerde het schilderen van zijn vader Lucas Franchoys de Oudere (1574–1643) waarna hij meer van het vak leerde in Antwerpen. Daar verbleef hij op de hetzelfde moment als zijn neef Lucas Faydherbe. In 1655 werd Lucas Franchoys de Jongere meester in de Mechelse Sint-Lucasgilde. Ook zijn broer Peter Franchoys was schilder.
Hij werkte een tijd in Frankrijk waar hij verschillende hovelingen portretteerde. Hij schilderde ook altaarstukken. Zijn Tenhemelopneming van Maria bevindt zich in de Begijnhofkerk van Mechelen, en hij schilderde de zijluiken van een triptiek waarvoor zijn vader het centrale luik schilderde en dat in de Sint-Janskerk in Mechelen hangt.
- Biografisch Portaal: 75088578
- Gemeinsame Normdatei: 1018152342
- International Standard Name Identifier: 0000 0000 6706 9564
- Library of Congress Control Number: nr2005002058
- RKD-Nederlands Instituut voor Kunstgeschiedenis: 28942
- SNAC: w6zd002j
- Système universitaire de documentation: 231689225
- Union List of Artist Names: 500013976
- Virtual International Authority File: 51644983
- WorldCat: E39PBJdWQFKqbchr4gvgFqQwmd